# 요코카와메역
요코카와메역(일본어: 横川目駅)은 일본 이와테현 기타카미시에 위치한 동일본 여객철도 기타카미 선의 철도역이다. 단선 승강장 1면 1선의 구조를 갖춘 지상역이다.

## 역 주변
- 아키타 자동차도 기타카미니시 나들목
- 국도 제107호선
- 기타카미 시청 와가 청사

## 역사
- 1921년 3월 25일 : 개업.
- 1986년 11월 1일 : 교환 설비 철거. 요코가와메 역장이 폐지되어, 와카센닌 역장 관리하로 한다.
- 1987년 4월 1일 : 일본국유철도 분할 민영화에 의해, 동일본 여객철도가 승계.
- 1994년 10월 1일 : 와카센닌 역의 무인역에 의해 역무원 파견폐지. 무인화. 홋토유다 역 관리하에 한다.
- 2007년 3월 18일 : 홋토유다 역장 폐지에 의해, 기타카미 역 관리하에 한다.

## 인접 역
| ■ 기타카미 선            | ■ 기타카미 선 | ■ 기타카미 선        |
| ------------------------ | ------------- | -------------------- |
| 다테카와메 기타카미 방면 | ■ 보통        | 이와사와 요코테 방면 |